# Statua di Diego de Vargas
La Statua di Diego de Vargas (Statue of Diego de Vargas) è una statua che venne installata tra il 2006 e il 2007 nell'estremità orientale del parco della cattedrale di Santa Fe, nel Nuovo Messico. La statua, opera dell'artista locale Donna Quasthoff, fu rimossa nel giugno del 2020.

## Storia
Fin dalla sua installazione, la statua fu imbrattata e vandalizzata più volte. Nel dicembre del 2013 la statua venne vandalizzata e dovette essere rimossa, in quanto venne quasi abbattuta e la spada era stata spezzata. Dopo essere stata riparata per un costo di quasi 2000 dollari, un mese dopo la statua ritornò al suo posto, su un piedistallo rinforzato.
Nel 2020, nel mezzo delle proteste per la morte di George Floyd, la scultura fu rimossa e messa in deposito, ma all'inizio non si sapeva dove si trovasse e se fosse protetta. All'inizio di febbraio del 2021, la statua fu ritrovata nel giardino dietro una residenza privata (che non venne divulgata per questioni di riservatezza e sicurezza). Al sindaco della città e all'amministratore della città era stato detto che la statua si trovava in una struttura cittadina. Ciò portò a temere che la scultura fosse a rischio di venire danneggiata o vandalizzata.
I sostenitori della rimozione vedono nella statua una celebrazione della colonizzazione spagnola, mentre coloro che la sostengono ci vedono una celebrazione della Spagna e dell'eredità ispanica nella regione. Ronald Trujillo, un ex-candidato sindaco di Santa Fe, espresse interesse nel donare la statua all'associazione dei Caballeros De Vargas, i quali in seguito l'avrebbero riesposta nella loro proprietà. Questa richiesta venne sostenuta da molti membri del consiglio cittadino. Uno di loro, Christopher Rivera, dichiarò: "Sarei a favore di ciò, soprattutto se non possiamo prendercene cura".

## Descrizione
La statua ritrae don Diego de Vargas, un governatore del territorio di Santa Fe de Nuevo México, noto per aver riportato la regione sotto il dominio della Nuova Spagna dopo la rivolta degli indiani Pueblo del 1680. La scultura si ispira a un suo ritratto a figura intera e lo ritrae leggermente più alto che nella realtà. Diego de Vargas viene raffigurato con dei baffi a matita, un pizzo e dei capelli lunghi che ricadono sulle spalle. Con la mano destra egli impugna una lancia, mentre la sinistra regge un cappello. Ai piedi del governatore si trova uno stemma colorato, quello personale di de Vargas, mentre sul piedistallo si trova una scritta che ricorda come l'opera sia stata posta per il cinquantenario dell'associazione dei Caballeros De Vargas.